# Dawda A. Jallow

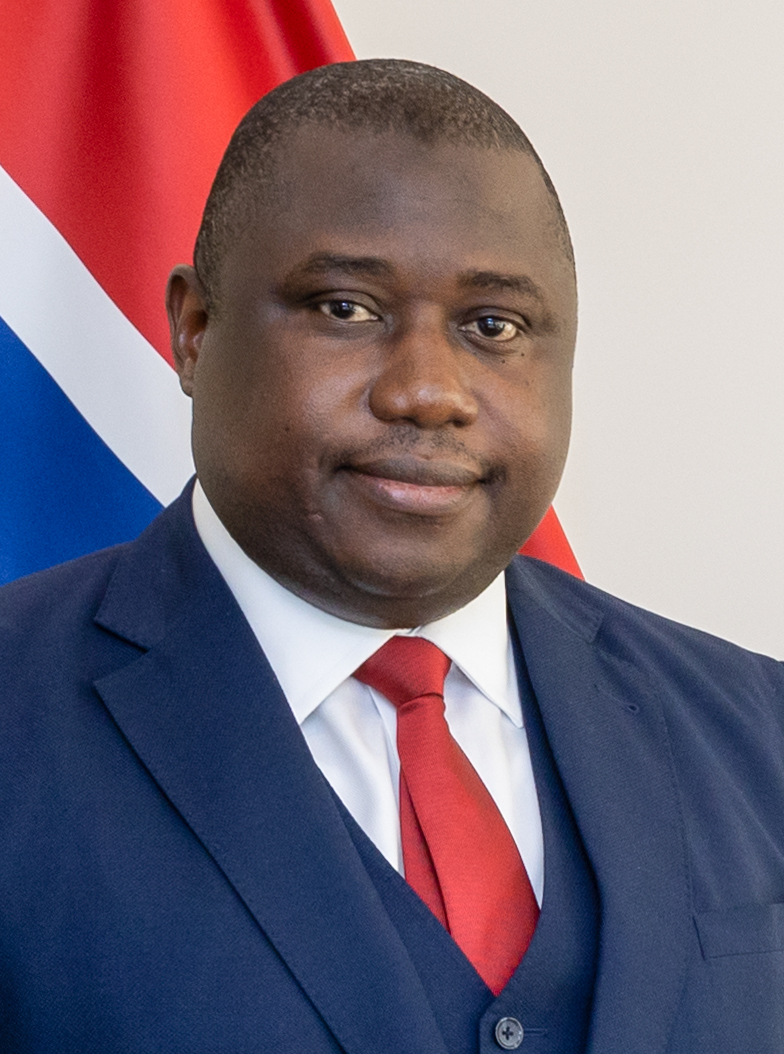
Dawda A. Jallow (2022)

Dawda A. Jallow (* 27. November 1975 in der West Coast Region) ist Jurist und Politiker aus dem westafrikanischen Staat Gambia. 2020 wurde er zum Justizminister und Generalstaatsanwalt (Attorney General) im Kabinett Adama Barrow ernannt.

## Leben
Jallow besuchte von 1998 von 2000 das Gambia College School of Education mit dem Studienfach Higher Teachers' Certificate (HTC). Von 2007 bis 2010 machte er den Bachelor of Laws (LLB) an der University of the Gambia. An der Gambia Law School machte er von 2011 bis 2012 den Barrister at Law (BL). Ab 2013 bis 2014 besuchte er die University of Essex und machte im Studienfach Human Rights & Humanitarian Law sein Master of Laws (LLM).
Vom September 2000 bis März 2002 war Dawda A. Jallow als Hilfslehrer an der Charles Jow Memorial Academy in Bundung beschäftigt. Als Program Officer am National Council for Civic Education (NCCE) war er anschließend vom April 2002 bis März 2011. Ab März 2011 bis Dezember 2012 war er als Richter am Banjul Magistrates' Court und von Januar 2013 bis zum April 2015 als Amtsrichter Banjul Magistrates' Court beschäftigt. Von April 2015 bis Mai 2016 war er als leitender Rechtsberater im Ministry of Finance & Economic Affairs angestellt und schloss sich dann im Juni 2016 der Kansala Law Chambers an um als privater Rechtsanwalt (Barrister und Solicitor) in Fajara (Kanifing Municipal) zu wirken.
Jallow wurde als Justizminister und Generalstaatsanwalt und Nachfolger von Abubacarr Tambadou Ende Juni mit Wirkung zum 1. Juli 2020 ernannt.